# Tea in the Sahara
Tea in the Sahara ist ein 1983 veröffentlichtes Lied von The Police, das von Sting geschrieben wurde. Es erschien auf dem Album Synchronicity und bezieht sich auf den Paul Bowles Roman The Sheltering Sky von 1949.
Eine Live-Version von Tea in the Sahara erschien als B-Seite von King of Pain in Großbritannien und Wrapped Around Your Finger in den Vereinigten Staaten.

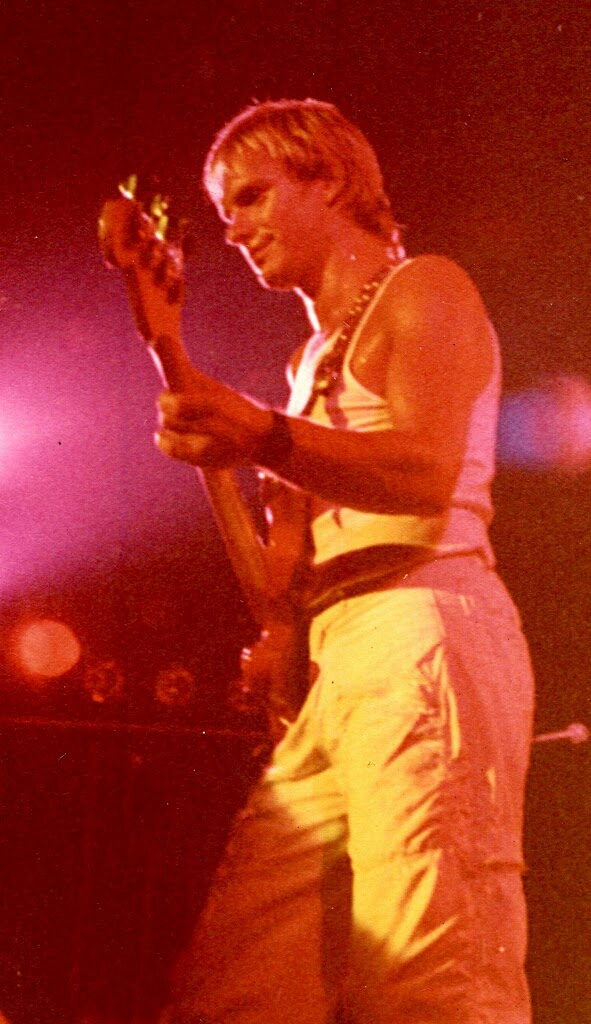
Sting (1980)

## Hintergrund
Der Text von Tea in the Sahara wurde durch das Buch The Sheltering Sky (1949) von Paul Bowles inspiriert. Der erste Abschnitt dieses Buches heißt Tea in the Sahara. Darin wird der Figur Port eine Geschichte erzählt, in der drei Schwestern auf einen Prinzen warten, der mit ihnen in der Wüste Sahara Tee trinkt, aber der Prinz kehrt nie zurück. Sting schätzte den Roman und stützte den Text des Liedes auf die Geschichte:

„Paul Bowles hat sehr viele Bücher geschrieben, aber er hat ein Buch mit dem Titel 'The Sheltering Sky' geschrieben, das vor ein paar Jahren von Bertolucci verfilmt wurde. Ich habe es gelesen, lange bevor es verfilmt wurde. Es ist einer der schönsten, anhaltenden, poetischsten Romane, die ich je gelesen habe. Er handelt von Amerikanern, die sich selbst als Reisende und nicht als Touristen betrachten, und ich zähle mich selbst zu dieser Kategorie. Ich bin ein hoffnungsloser Tourist, aber ich bin ständig in Bewegung. Es gab eine Geschichte in dieser Geschichte - das war eine Art arabische Legende, die in der Geschichte von drei Schwestern erzählt wurde, die einen Prinzen zu einer Teeparty in der Wüste einladen, um Tee zu trinken, Tee in der Sahara. Sie trinken Tee, und es ist wundervoll, und er verspricht, wiederzukommen, aber er kommt nie. Sie warten und warten und warten, bis es zu spät ist. Ich habe diese Geschichte einfach geliebt und einen Song mit dem Titel 'Tea In The Sahara' geschrieben. Ich weiß nicht, ob Paul Bowles ihn je gehört hat, wahrscheinlich nicht, aber er ist immer noch einer meiner Lieblingssongs.“

Der Gitarrist Andy Summers sagte, er habe Sting das Buch The Sheltering Sky gegeben. Er verwendete bei der Aufnahme seines Gitarrenparts eine spezielle Technik mit einem taumelnden Effekt:

„Bei 'Tea In The Sahara' habe ich, wie ich es nenne, meinen 'Wobbling Cloud'-Effekt verwendet. Er entsteht, wenn man eine stark übersteuerte Gitarre verwendet, bis hin zur Rückkopplung, und den Akkord gerade dann abbricht, wenn er zu brechen droht. Das ist ein Sound, den ich oft bei Konzerten einsetze, diese Art von Echo-Gitarre, bei der ich den größten Teil des Signals ausschalte, so dass man nur noch das Echo hört. Dann steuert man es mit dem Lautstärkepedal, so dass man nur diesen schwebenden, schimmernden Sound hört. Und man muss die richtigen Akkorde spielen, man kann nicht G-Dur oder D7 spielen - das klingt grob. Man muss Raumharmonien spielen, damit es mehr so klingt - Dreiklänge mit offenen Saiten, Harmonien wie 9er und 11er, 27er. Es ist alles eine Frage des Gehörs.“

Stings sagte 1993:

„Ich habe das Lied immer geliebt. Es hat so viel Raum. Aber ich denke, wir haben es auf dem Album und live zu schnell gespielt.“

Der Song wurde 1985 als Hintergrundmusik in der Episode The Maze der ersten Staffel von Miami Vice verwendet.